# Fiona Smith (hockey sur glace)
Pour les articles homonymes, voir Fiona Smith et Smith.
Fiona Lesley Smith (-Bell), (née le 31 octobre 1973 à Saskatoon dans la province de la Saskatchewan), est une joueuse canadienne de hockey sur glace. Elle a remporté une médaille d'argent olympique aux  Jeux olympiques de Nagano en 1998.

## Carrière
Elle évolue avec l'équipe du Canada de hockey sur glace féminin de 1994 à 2002, remportant la médaille d'or des Championnats du monde 1997 et 1999 et la médaille d'argent des Jeux olympiques de 1998. Elle est aussi médaillée d'or de la Coupe des trois nations en 1996, 1998 et 1999 et médaillée d'argent de cette épreuve en 1997.
Elle évolue en club aux Chimos d'Edmonton en Ligue féminine de hockey de l'Ouest, aux Raiders d'Ottawa de la Ligue nationale de hockey féminin (1999-2007) de 2004 à 2005 et au Prairie Ice de la Saskatchewan en Ligue féminine de hockey de l'Ouest de 2005 à 2006.